# Priya Jhingan
Priya Jhingan és una oficial de l'exèrcit indi i medallista de plata de la primera promoció de 25 dones oficials de l'exèrcit indi el 1993.

## Carrera militar
Com que era filla d'un oficial de policia, Priya inicialment volia unir-se al Servei de Policia de l'Índia, però va decidir escriure a l'aleshores cap de l'estat major general Sunith Francis Rodrigues perquè li permetés unir-se a l'exèrcit. La seva sol·licitud va ser acceptada el 1992 per a la seva formació a l' Acadèmia de Formació d'Oficials de Chennai.
Va començar el seu entrenament militar des del 21 de setembre de 1992 juntament amb altres 24 cadets. Es va graduar com a Medalla de Plata del Primer Curs de Dones el 6 de març de 1993 La seva sol·licitud per unir-se a un batalló d'infanteria va ser rebutjada per l'exèrcit ja que no hi havia places.
També es va llicenciar en dret i es va incorporar al Cos d'Advocacia General. Després de deu anys de servei distingit en aquest departament, on va dirigir nombrosos tribunals marcials, la major Priya va ser llicenciada el 2003 amb el rang de major.
Priya sempre ha estat una defensora ferma per a que les dones tinguin els mateixos rols que els homes a l'exèrcit indi. Va defensar els drets de les dones militars, com passà arrel del controvertit suïcidi de la tinent Sushmita Chakravarty, durant el qual l'aleshores vicecap de l'estat major de l'exèrcit, el tinent general S. Pattabhiraman, va haver de demanar disculpes per un comentari insensible sobre les dones a l'exèrcit.
Després de ser llicenciada de l'exèrcit indi, sempre va defensar la comissió permanent i el comandament d'unitats per part de les dones oficials de l'exèrcit indi. Les seves opinions es van publicar a The Times of India el 17 de febrer de 2020. El Tribunal Suprem de l'Índia va aprovar una sentència que atorgava la igualtat d'oportunitats a les dones per comandar unitats de l'exèrcit indi el febrer de 2020, 17 anys després del llicenciament de l'exèrcit de Priya.

## La vida després de deixar l'exèrcit
Després del llicenciament, la major Priya va completar una llicenciatura en periodisme i comunicació de masses i va començar a editar un setmanari, Sikkim Express, a Gangtok.
El 2013, va ser una de les participants de la temporada 1 de Khatron Ke Khiladi El mateix any es va incorporar a la Lawrence School, Sanawar com a professora d'anglès i mestressa de departament femení.
Viu amb el seu marit i el seu fill Aryaman a Chandigarh, Índia.
L'agost de 2020, juntament amb set estudiants i una professora de The Lawrence School, va escalar el mont Kilimanjaro, la muntanya més alta d'Àfrica, amb el seu cim a uns 4.900 metres de la seva base i 5.895 metres per sobre. nivell del mar.
El febrer de 2018, la major Priya Jhingan va ser felicitada pel president de l'Índia, Shri Ram Nath Kovind, per ser la pionera de les dones a l'exèrcit indi.